# Tharcise Cherrier
Tharcise Cherrier (Tharsicius, Tharcisse) né le 24 octobre 1891 à Torcheville (Lorraine annexée)  et mort le 7 juillet 1954  à Sélestat, (Bas-Rhin) est un père franciscain et poète alsacien.

## Biographie
Après avoir fréquenté les établissements scolaires de Watersleyde en Hollande, d'Ottbergen, de Gorheim-Sigmaringen et de Metz, il fit sa profession solennelle le 20 janvier 1920. Le chapitre des franciscains le nomma gardien du couvent de Metz en 1928, et en 1932 au même poste à Sélestat.
Blessé grièvement au champ de bataille le 19 juin 1908, il en a fait le récit dans : Récits de guerre et de paix. Ses articles ont été publiés dans plus de quarante revues et journaux.
Poète et rédacteur des revues franciscaines (Sendbote, Sankt Franciskus-Kalender, Almanach de Saint-Antoine). 
En 1938, le poète religieux avait été élu membre de la Société des Écrivains d'Alsace, de Lorraine et du Territoire de Belfort.. 
Bien que natif de Lorraine, il fut interné en 1941 au "Sicherungslager" de Schirmeck pour avoir refusé de modifier son patronyme jugé trop français.
Le gouvernement français lui conféra le grade d'officier d'académie,,.

## Hommage posthume
Une rue porte son nom à Sélestat (Bas-Rhin).

## Publications
- Aus Nacht und Not. Sankt Antonius-Erzählungen. Zur VII. Zentenarfeier der Heiligsprechung des hl. Antonius von Padua, 96 p., Maison St Antoine - Sélestat, 1932[7].

- Récits de Guerre et de Paix, 140 p., Imp. des Orphelins d’Auteuil, 1933.
- (de) Als die Welt in Flammen stand, Maison Saint-Antoine - Sélestat, 1935.
- Souvenirs de chez nous. Maison Saint-Antoine - Sélestat, 1945.
- Heure sainte. Quatre fascicules : 1 : Venez ! Adorez !, 2 : Mon âme est triste jusqu’à la mort, 3 : Avec la Mère des Sept-Douleurs, 4 : Expiation, réparation, satisfaction. Maison Saint-Antoine - Sélestat, 1945.
- (de) Grenzlandtragik, préface en français de Albert Ehm. Maison Saint-Antoine - Sélestat, 1953[8].